# 3143 Genecampbell
3143 Genecampbell eller 1980 UA är en asteroid i huvudbältet som upptäcktes den 31 oktober 1980 av Harvard College Observatory. Den är uppkallad efter I. Gene Campbell.
Asteroiden har en diameter på ungefär 8 kilometer och den tillhör asteroidgruppen Koronis.